# Кунасири
Кунасири  (яп. 国後郡 Кунасири-гун) — уезд округа Немуро губернаторства Хоккайдо Японии, образованный на острове Кунашир в 1869 году. В 1930 году его население составляло 8300 человек. Согласно федеративному устройству Российской Федерации, остров Кунашир является частью Сахалинской области и входит в Южно-Курильский район согласно административно-территориальному устройству области и в Южно-Курильский городской округ согласно муниципальному устройству. Остров является предметом территориального спора между Японией и Россией.

## История
Уезд был основан в 1869 году и входил в округ Тисима. В то время им владел феодальный клан Акита. В 1871 году феодальные кланы были упразднены, а территория уезда перешла под юрисдикцию Комиссии по освоению Хоккайдо. В 1880 году на острове Кунашир была учреждена поселковая администрация. 
5 ноября 1897 года территория уезда была включена в округ Немуро.
В состав уезда по состоянию на 1940-е годы входили сёла Циноминодзи (позже Тятино), Тофуцу или Тофицу (ныне урочище Серноводск), Руёбэцу (яп. 留夜別村 Руёбэцу-мура), Томари (яп. 泊村 Томари-мура) и Фурукамаппу (яп. 古釜布). Последние два приблизительно соответствуют современным российским населённым пунктам Головнино и Южно-Курильск. 
1 сентября 1945 года в ходе советско-японской войны в результате Курильской десантной операции японский гарнизон численностью 1250 человек капитулировал, и остров был занят советскими войсками. В соответствии с решением Ялтинской конференции руководителей трех великих держав, подписанным 11 февраля 1945 г. (опубликовано 11 февраля 1946 г.) остров был передан Советскому Союзу и 5 июня 1946 года включен в состав Южно-Курильского района Южно-Сахалинской области. К 1947 году японское население уезда было репатриировано. 22 июля 1947 года Хоккайдская ассамблея приняла «Резолюцию с требованием возвращения японских островов Хабомаи, Эторофу и Кунасири», аналогичные резолюции к октябрю 1976 года были приняты в остальных префектурах Японии.
В дальнейшем СССР отказался рассматривать вопрос о передаче островов Японии, поскольку, по заявлению правительства СССР от 27 января 1960 года, это привело бы к расширению территории, используемой американскими войсками, которые в свою очередь были размещены против воли СССР в соответствии c секретным американо-японским «Пактом безопасности» от 8 сентября 1951 года, подписанным между США и Японией на Сан-Францискской конференции. Японское население острова было депортировано в Японию. Япония продолжает оспаривать его принадлежность и в XXI веке.